# Trent Lockett
Trent Lockett (nacido el 10 de diciembre de 1990 en Golden Valley, Minnesota) es un jugador de baloncesto estadounidense que actualmente se encuentra sin equipo. Mide 1,96 metros de altura, y juega de alero.

## Trayectoria deportiva

### High School y universidad
Empezó a jugar al baloncesto en el High School de Hopkins de Minnesota. Allí ya demostró su capacidad para anotar, que consolidaría como universitario en Arizona State. Su debut en la NCAA, durante la temporada 2009-10, dejó una media de 6.8 puntos, 3.5 rebotes y 0.9 asistencias. Números tímidos que doblaría inmediatamente los dos años siguientes. Esas medias pasaron a ser de 13.4 y 13.5 puntos, 5.3 y 5.8 rebotes y 3.5 y 2.2 asistencias durante las campañas 10-11 y 11-12. En plena progresión, su madre cayó gravemente enferma, por lo que al año siguiente se trasladó de centro y en Marquette su media volvió a caer hasta los 7 puntos, 5 rebotes y 2.8 asistencias.

### Profesional
No fue elegido en el Draft de la NBA de 2013, pero tras jugar la liga de verano fichó por Sacramento Kings. No llegaría a jugar. Pasó inmediatamente a engrosar las filas de los Reno Bighorns en la D-League y allí, en su debut profesional, sorprendió con sus 11 puntos y 5.5 rebotes. Dio el salto a Europa en 2014 para fichar por el Basketball Löwen Braunschweig alemán (12.5 puntos, 5 rebotes, 2.4 asistencias) y, tras volver a jugar la liga de verano NBA con Indiana Pacers, la campaña 2015-16 fichó por el Aquila Basket Trento italiano, con el que también jugaría la Eurocup. De nuevo, con buenas medias: 11.4 puntos, 3.7 rebotes y 1.8 asistencias y 11.2 puntos, 3.5 rebotes y 1.7 asistencias en la competición europea.
En agosto de 2016 firmó por el CB Sevilla.
El 29 de enero de 2021, firma por el De' Longhi Treviso de la Lega Basket Serie A.
El 11 de diciembre de 2021, firma por el BV Chemnitz 99 de la Basketball Bundesliga.
El 30 de julio de 2022 fichó por el Dolomiti Energia Trento de la Lega Basket Serie A italiana.